# Cmentarz żydowski w Uściługu
Cmentarz żydowski w Uściługu – kirkut służący żydowskiej społeczności Uściługu. Leżał we wschodniej części miejscowości. Nie wiadomo kiedy powstał. W czasach radzieckich na tym miejscu wybudowano szkołę która działa od 1973 roku. O sprawie przepogrzebienia nic nie jest wiadomo.